# منطقه مرکز تجاری، بریزبین
منطقه تجاری مرکزی بریزبن (CBD)، که رسماً به عنوان حومه شهر بریزبن شناخته می‌شود و به‌طور عامیانه از آن به عنوان «شهر» یاد می‌شود، قلب پایتخت ایالت کوئینزلند استرالیا است. در نقطه ای در کرانه شمالی رودخانه بریزبن واقع شده‌است. منطقه مثلثی شکل با میانه رودخانه بریزبن در شرق، جنوب و غرب محدود می‌شود. این نقطه که در انتهای آن به عنوان گاردنس پوینت شناخته می‌شود، به سمت بالا به سمت شمال غربی متصل می‌شود که در آن شهر به پارک لندن و شهر داخلی محدود می‌شود حومه تپه چشمه در شمال. CBD از شمال شرقی به حومه دره فورتثیود محدود می‌شود. از غرب غرب CBD به تراس پتری محدود می‌شود، که در سال ۲۰۱۰ به عنوان حومه احیا شد (بعد از اینکه در دهه ۱۹۷۰ به عنوان منطقه ای از شهر بریزبن شناخته شد).